# Fenain
Fenain är en kommun i departementet Nord i regionen Hauts-de-France i norra Frankrike. Kommunen ligger i kantonen Marchiennes som tillhör arrondissementet Douai. År 2022 hade Fenain 5 533 invånare.

## Befolkningsutveckling
Antalet invånare i kommunen Fenain
| Referens: INSEE |